# Département des Transports de Floride
Le département des Transports de Floride (anglais : Florida Department of Transportation, FDOT) est l'agence publique de Floride chargée de la réalisation, de l'entretien et du contrôle des réseaux de transport de l'État. Il est né en 1969, de la fusion du State Road Department (SRD) et de la Florida State Turnpike Authority.